# Imperial (samochód)
Imperial – samochód osobowy klasy luksusowej produkowany pod amerykańską marką Imperial przez koncern Chryslera w latach 1955–1983, w ramach sześciu generacji. Jako podstawowy model marki Imperial, nie nosił odrębnej nazwy modelu.

## Pierwsza generacja

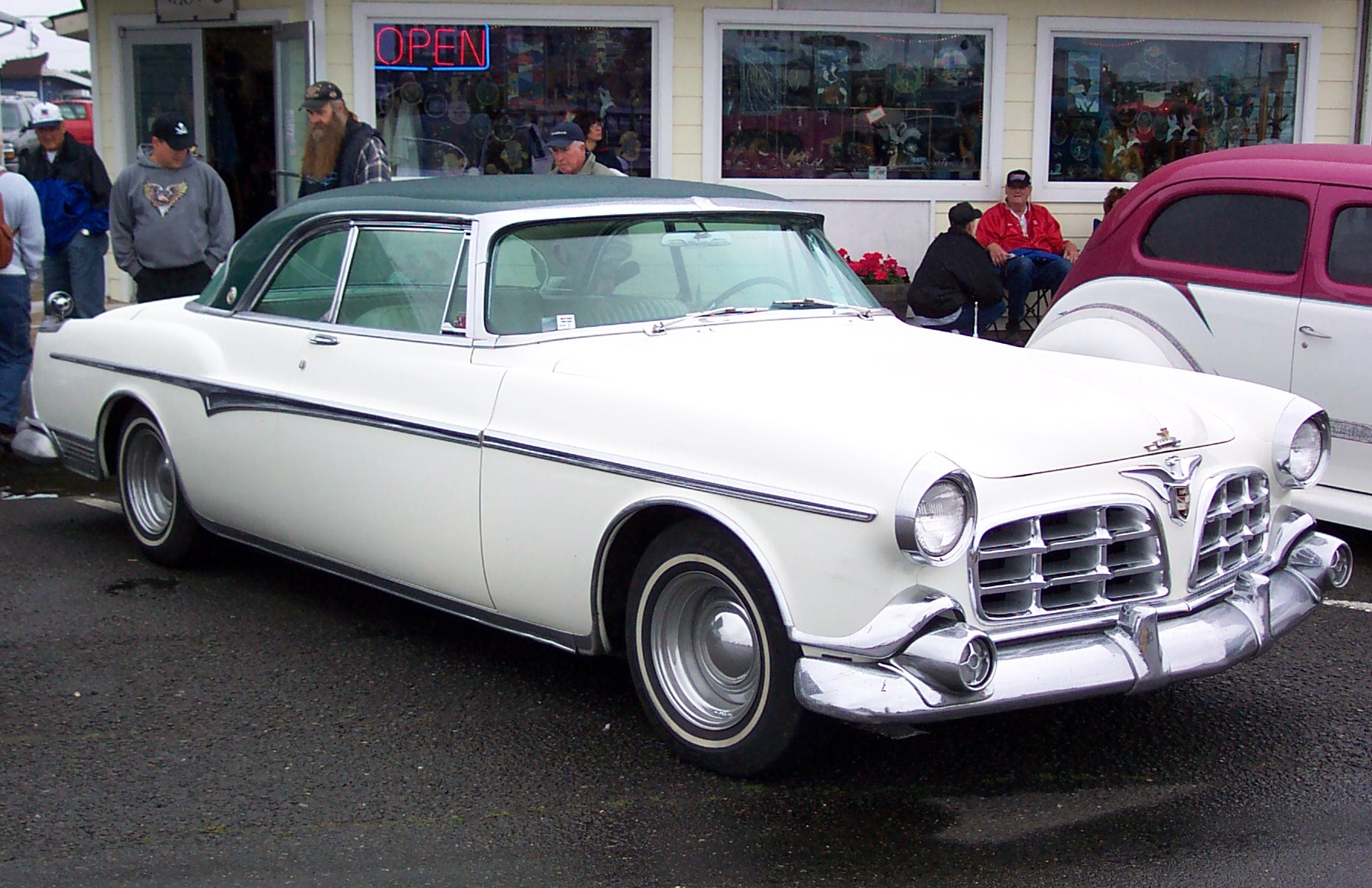
Imperial coupé (Newport) z 1955

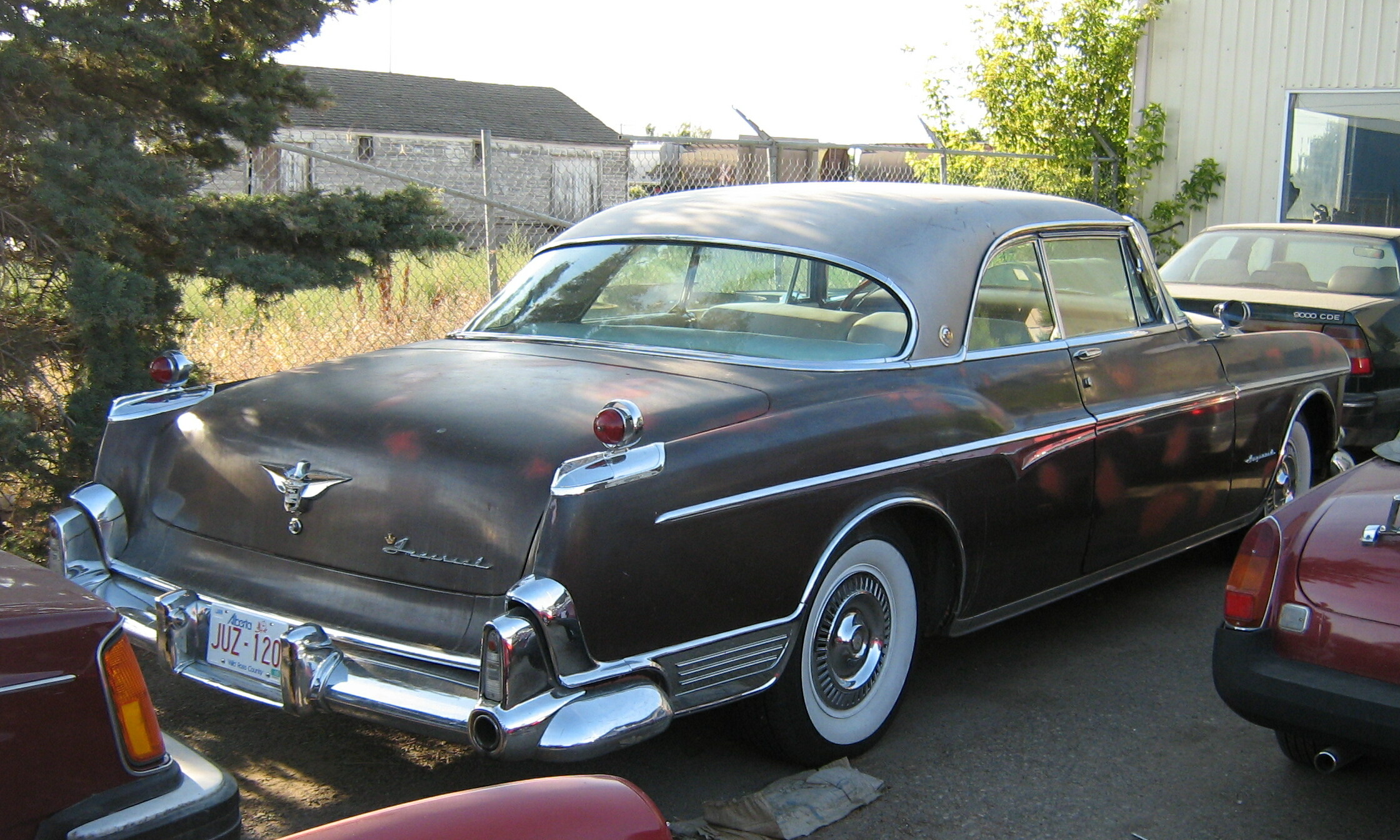
Imperial coupé z 1955 – tył

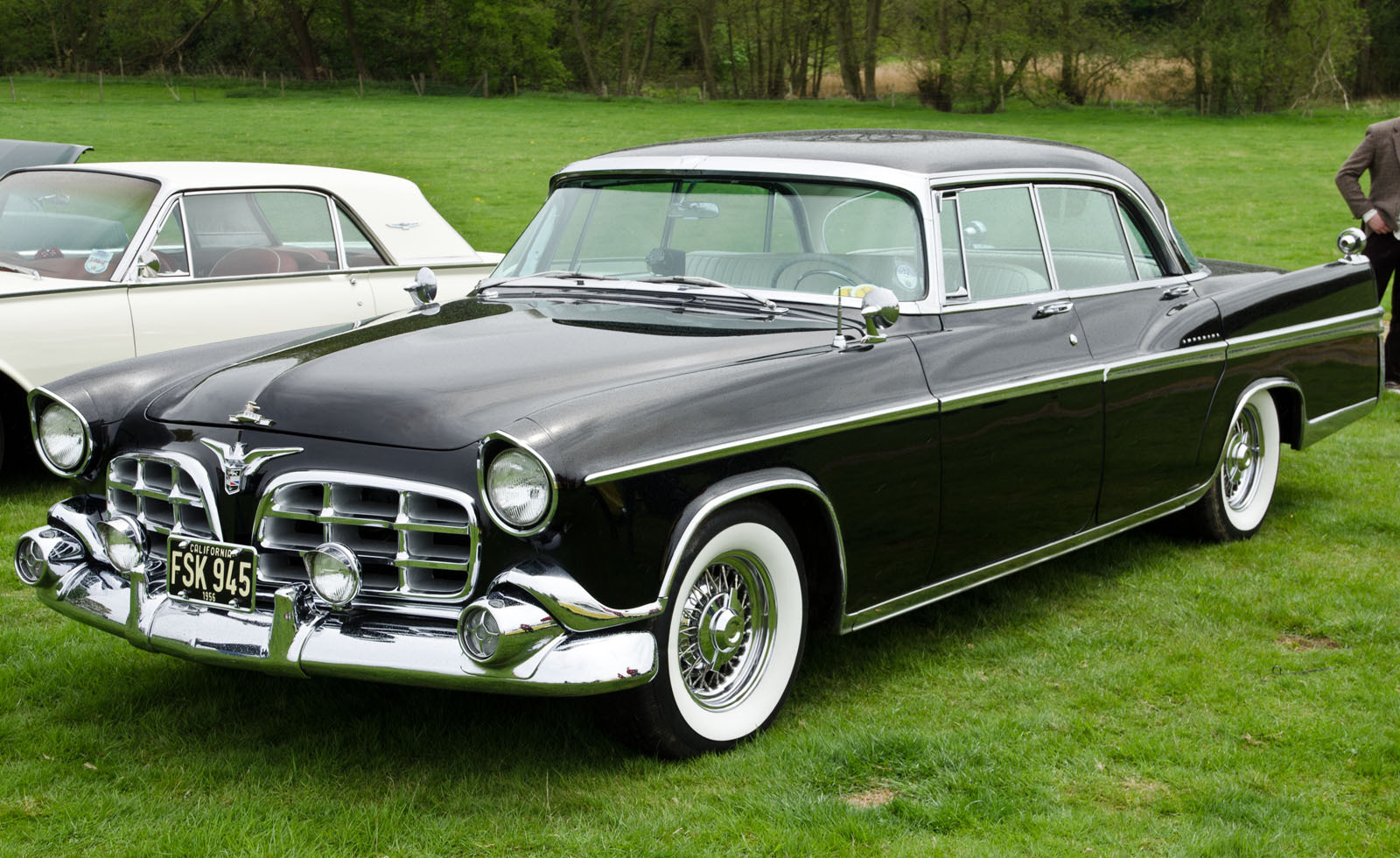
Imperial sedan z 1956

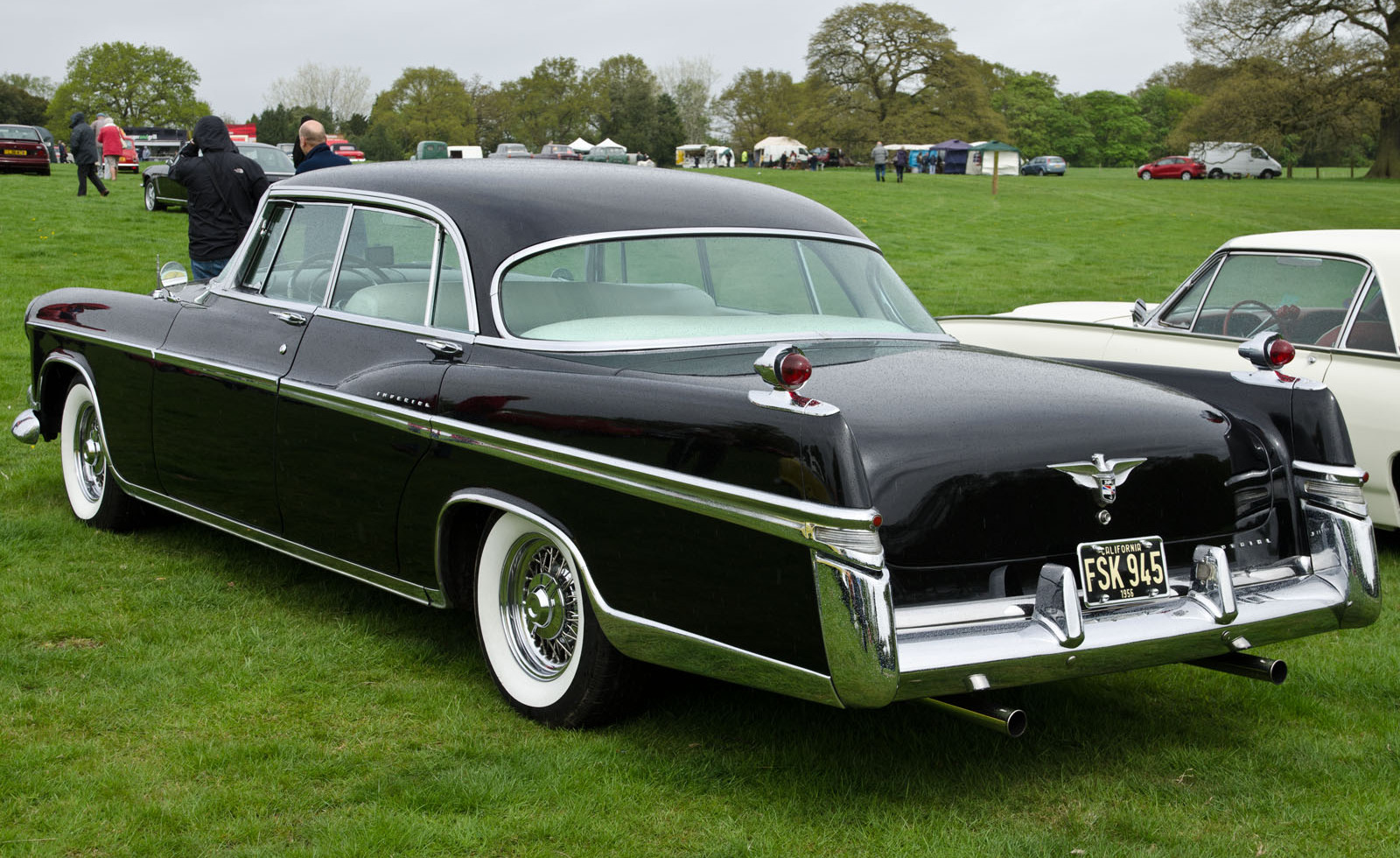
Imperial sedan z 1956 - tył

Pod koniec 1954 roku koncern Chrysler podjął decyzję o wydzieleniu obecnej na rynku od 1926 roku najdroższej linii modelowej Chrysler Imperial jako osobnej marki, tworząc w ten sposób nową, niszową markę luksusowych samochodów Imperial. Nowa marka miała konkurować z samochodami Cadillac i Lincoln, a Chrysler zyskał dzięki temu pięć oddziałów, odpowiadających markom koncernu General Motors z odpowiednich segmentów cenowych. Pierwszym modelem został przedstawiony 17 listopada 1954 roku Imperial pierwszej generacji 1955 roku modelowego, który powstał na zmodyfikowanej płycie podłogowej poprzednika spod znaku Chryslera. Samochód otrzymał całkiem nowe nadwozie zaprojektowane przez zespół Virgila Exnera, w ramach programu unowocześnienia wizerunku samochodów Chryslera Forward Look. Nowa sylwetka wszystkich modeli koncernu była niższa, szersza i dłuższa, bardziej dynamiczna i pozbawiona wystających na boki błotników tylnych, z wygiętą na boki panoramiczną szybą przednią i tylną. Całkowicie odkryte koła potęgowały sportowe wrażenie. Odrębnym elementem stylistyki Imperiala stała się podwójna atrapa chłodnicy, z grubą chromowaną kratą, przedzielona pionowym pasem blachy z logo marki – stylizowanym orłem, odróżniająca go od modeli Chryslera, poza najdroższym sportowym C-300. Detalem wyróżniającym Imperiala od innych marek były też wolnostojące ozdobne chromowane lampy na szczycie błotników tylnych. W anglojęzycznej literaturze lampy te określane były jako styl gunsight – celownika lotniczego. Rury wydechowe i światła cofania były zintegrowane ze zderzakiem. W pierwszym roku produkcji ozdoby boczne stanowiły poziome listwy z zębem podkreślającym przednią krawędź lekko wyoblonych tylnych błotników. Rozstaw osi był większy od Chryslerów i wynosił 3,3 m (130 cali). Bazowy model Imperial stał się następcą linii Chrysler Custom Imperial, a oprócz niego produkowano wydłużony luksusowy model Crown Imperial.
Napęd stanowił silnik V8 Hemi o pojemności 5,4 l (331,1 in³) i mocy 250 KM (brutto). Napęd był przenoszony przez dwubiegową automatyczną skrzynię biegów PowerFlite z selektorem umieszczonym w pierwszym roku na desce przyrządów. W wyposażeniu standardowym były m.in. elektryczne szyby i regulacja foteli, wspomaganie kierownicy i hamulców, a dodatkowo było dostępne radio i klimatyzacja. Produkowano w pierwszym roku dwie odmiany nadwoziowe: czterodrzwiowy sedan i dwudrzwiowe hardtop coupé z dodatkową nazwą Newport, obie sześciomiejscowe. Ceny bazowe wynosiły odpowiednio 4483 i 4720 dolarów. Wyprodukowano 11 258 samochodów 1955 rocznika, co stanowiło dwukrotny wzrost w stosunku do ubiegłorocznego Chryslera Custom Imperial.

### Model 1956
W 1956 roku modelowym, zaprezentowanym 21 października 1955 roku, wprowadzono jedynie niewielkie zmiany stylistyczne, natomiast zwiększono rozstaw osi do 338 cm (133 cali), wydłużając samochód w tylnej części i dodając wyraźnie zaznaczone płetwy. Zmieniono całkiem tylny pas ze zderzakiem, klasycznymi rurami wydechowymi i lampami cofania w tylnej krawędzi paneli bocznych. Zmianie uległy też listwy boczne, a napis „Imperial” o zmienionym liternictwie przeniesiono z błotników przednich na tylne, ponad listwami. Powiększono również silnik do 5,8 l (354 in³), który rozwijał moc 280 KM. Skrzynia biegów PowerFlite była teraz sterowana przyciskami. Wprowadzono ponadto 12-voltową instalację elektryczną zamiast 6-voltowej. Doszła odmiana nadwoziowa: czterodrzwiowy hardtop, przy czym oba nadwozia hardtop nazwano od tego roku Southampton. Ceny bazowe sięgały od 4832 do 5225 dolarów za czterodrzwiowy hardtop Southampton, a wyprodukowano 10 458 samochodów.

### Silniki
- V8 5.4l Hemi
- V8 5.8l Hemi

## Druga generacja

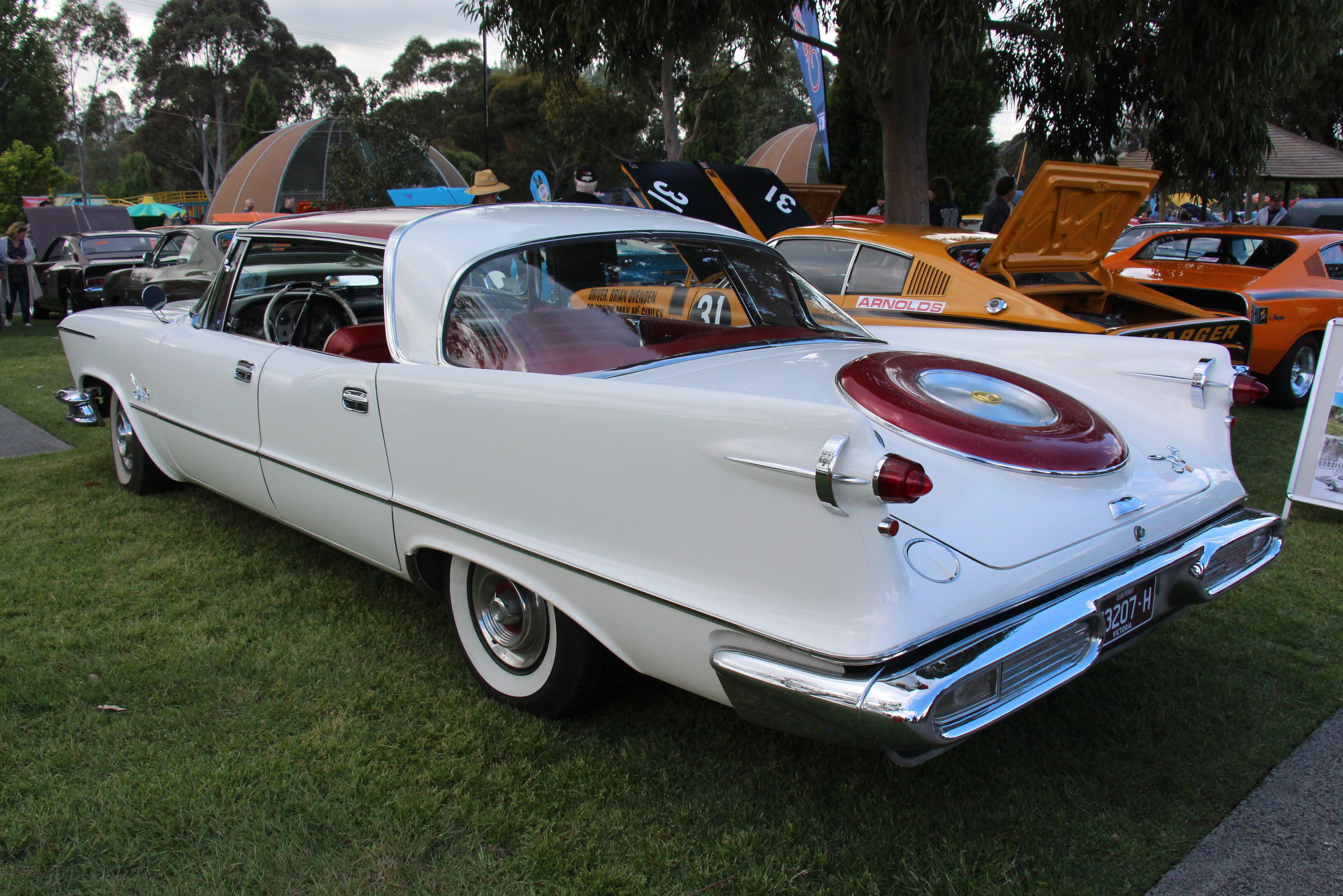
Imperial Crown hardtop 4-d z 1957 - tył

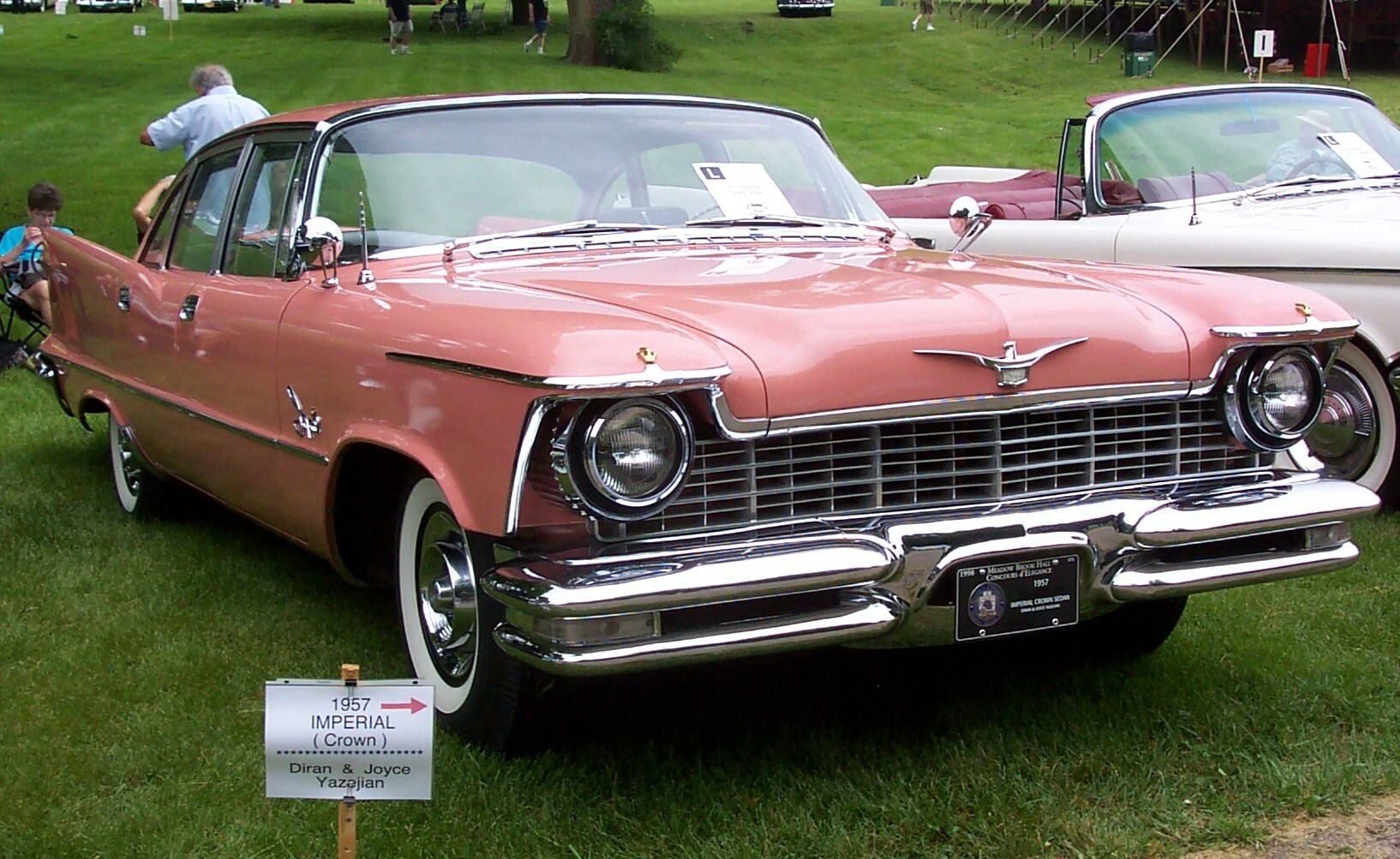
Imperial Crown sedan z 1957 z pojedynczymi reflektorami

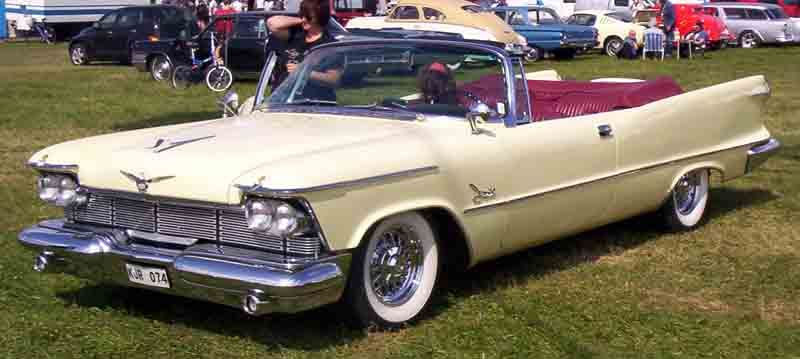
Imperial Crown kabriolet z 1958

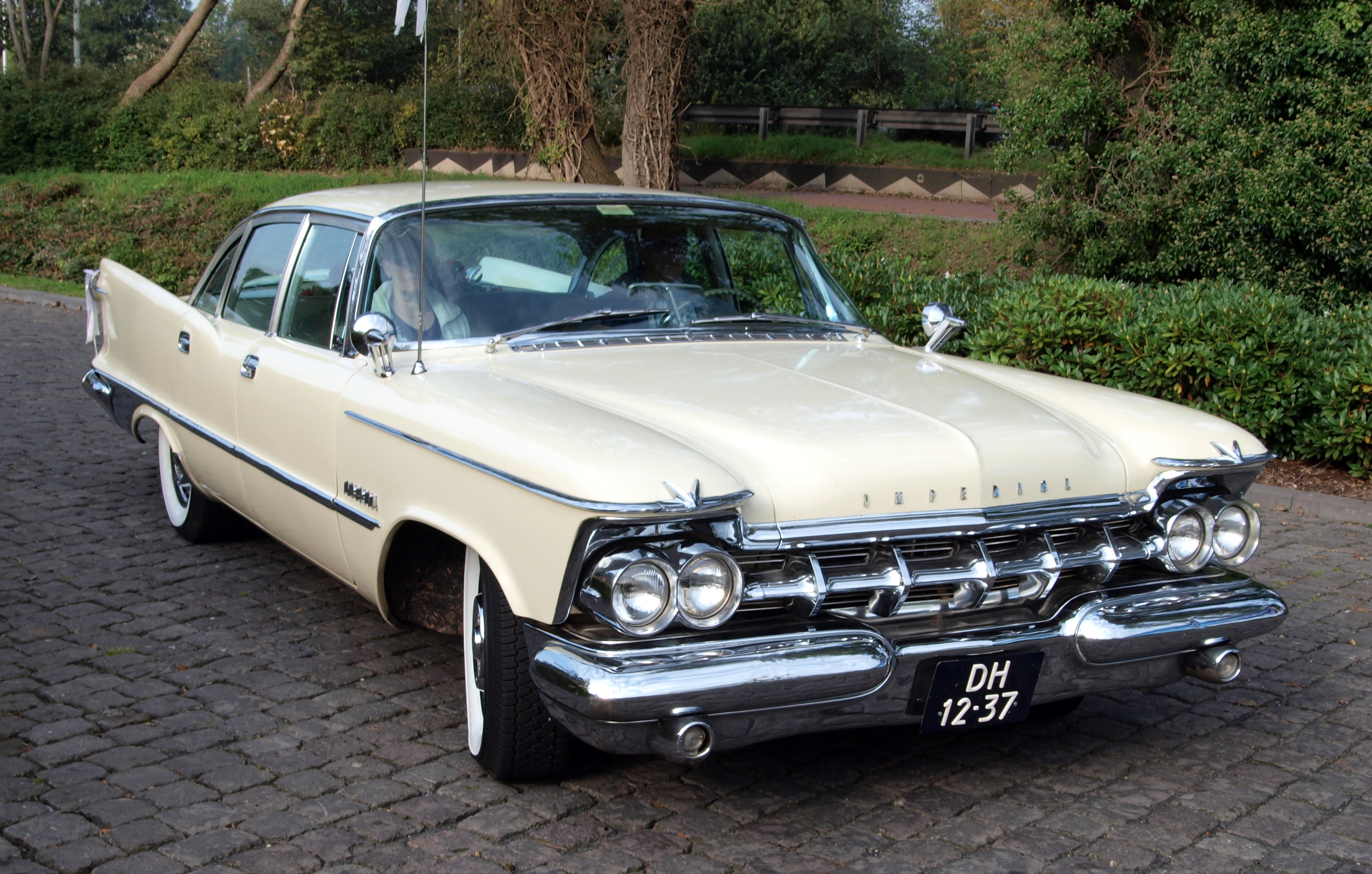
Imperial Custom sedan z 1959

Niecałe dwa lata po prezentacji pierwszego wcielenia Imperiala, producent zaprezentował zupełnie nową generację sztandarowej marki koncernu Chrysler. Samochody Imperial na 1957 rok modelowy zaprezentowano 30 października 1956 roku. Samochód zbudowano tym razem na platformie D-body. Dzięki obniżeniu nadwozia i nowoczesnej stylistyce, samochód sprawiał wrażenie wydłużonego, chociaż w rzeczywistości był nieco krótszy od modelu z poprzedniego roku. Zyskał masywną, szeroką maskę z błotnikami przedłużonymi w formie „kapturów” z chromowanymi krawędziami nad reflektorami. Charakterystycznym elementem stylistycznym stały się duże płetwy tylne, między którymi łagodnie opadała nisko poprowadzona klapa bagażnika. Na końcu płetw były wkomponowane okrągłe lampy w formie „rakietek”, otoczonych metalowymi pierścieniami, będące wyrazem mody aerokosmicznej. Pas przedni zdobiła szeroka atrapa chłodnicy z anodowanego aluminium, o wzorze drobnej kraty. Tym razem nadwozie wyraźnie odróżniało się od tańszych modeli Chryslera, pozostając jednak we wspólnym stylu drugiej odsłony nowoczesnego programu stylistycznego Forward Look. W szczególności wersja hardtop otrzymała unikalny profil rozszerzających się do góry i obejmujących dach tylnych słupków C. Smukła linia dachu była możliwa dzięki zastosowaniu po raz pierwszy wygiętych szyb bocznych. Odrębność marki podkreślało to, że samochody Imperial powstawały na nowej osobnej linii produkcyjnej. Opcjonalnie samochód mógł być wyposażony w podwójne reflektory (nie dopuszczone jeszcze we wszystkich stanach) i ozdobną imitację osłony koła zapasowego wytłoczoną na pokrywie bagażnika. Nowy był również napęd w postaci silnika V8 o pojemności 6,4 l (392 in³) i mocy 325 KM (brutto). Napęd był przenoszony przez nową trzybiegową skrzynię automatyczną TorqueFlite. W zawieszeniu przednim wprowadzono drążki skrętne zamiast sprężyn.
Oprócz podstawowego modelu Imperial, produkowanego nadal jako czterodrzwiowy sedan oraz dwu- i czterodrzwiowy hardtop Southampton, pojawiły się w gamie dwie lepiej wykończone odmiany o takim samym nadwoziu i wymiarach: Imperial Crown i Imperial LeBaron. Pierwszy z nich dodatkowo występował jako dwudrzwiowy kabriolet, a LeBaron dostępny był tylko w odmianach czterodrzwiowych. Zewnętrznie odmiana Crown różniła się symbolami korony (ang. crown), w tym nad drugim „i” w napisie Imperial, a LeBaron nosił nazwę odmiany na błotnikach przednich. Nadal oferowany był przy tym odrębny małoseryjny model luksusowej limuzyny Crown Imperial, który otrzymał podobne nadwozie stylizowane przez firmę Ghia. Ceny bazowe podstawowego Imperiala wynosiły od 4736 do 4838 dolarów (nieco mniej niż w poprzednim roku), Imperiala Crown od 5269 do 5598 dolarów za kabriolet, a Imperiala Le Baron 5743 dolary za obie wersje. Nowa stylistyka odniosła sukces i w 1957 roku modelowym wyprodukowano 18 066 samochodów Imperial, 16 851 Imperial Crown i 2640 Imperial LeBaron; łącznie 37 557. Był to zarazem najlepszy rok istnienia marki. Mimo to, sprzedaż Imperiala w tym roku była prawie cztery razy niższa od głównych konkurentów Cadillaca serii 62 i 60 Special i niewiele niższa od Lincolna Premiere i Capri.

### Restylizacje

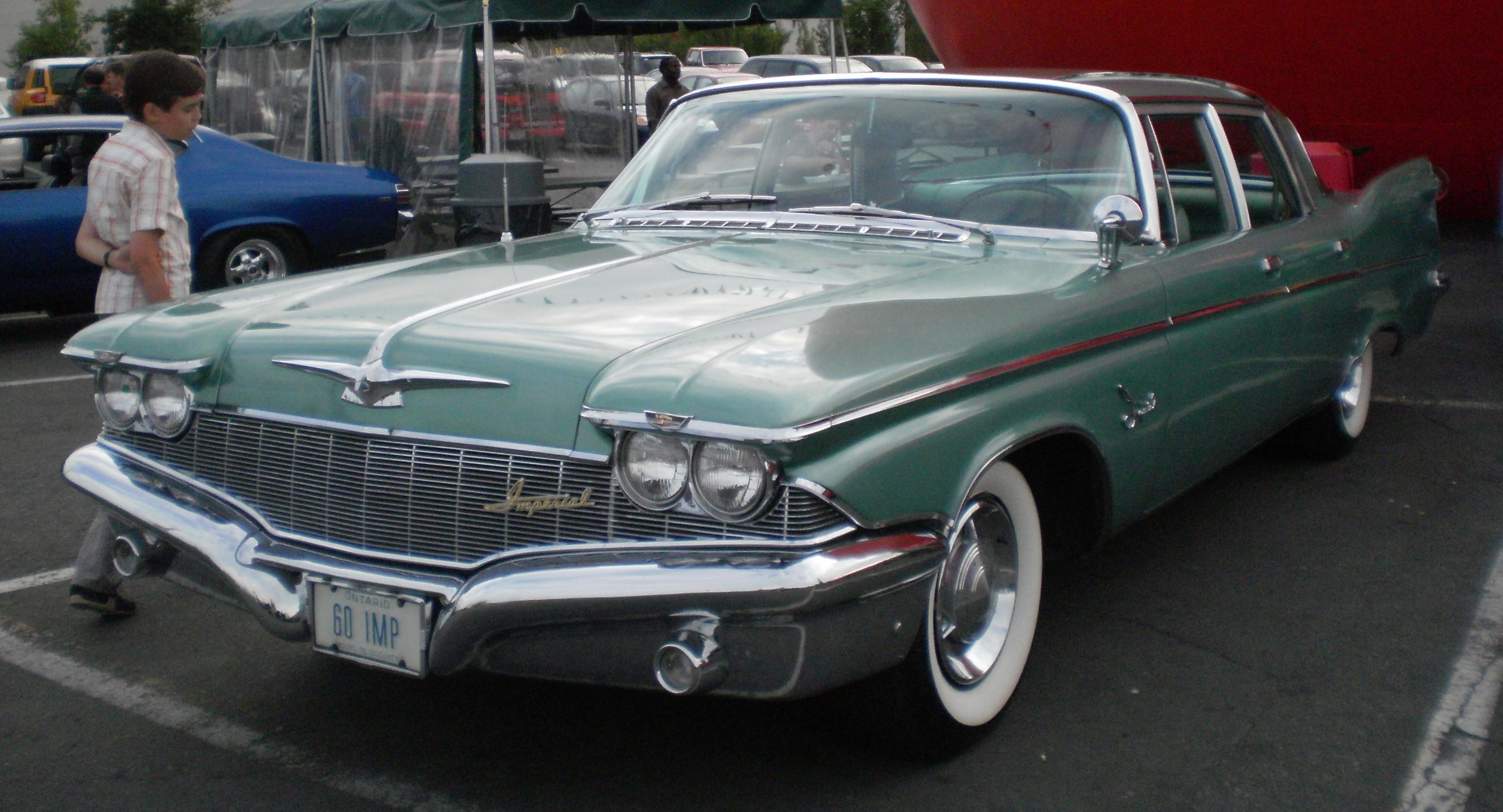
Imperial sedan z 1960

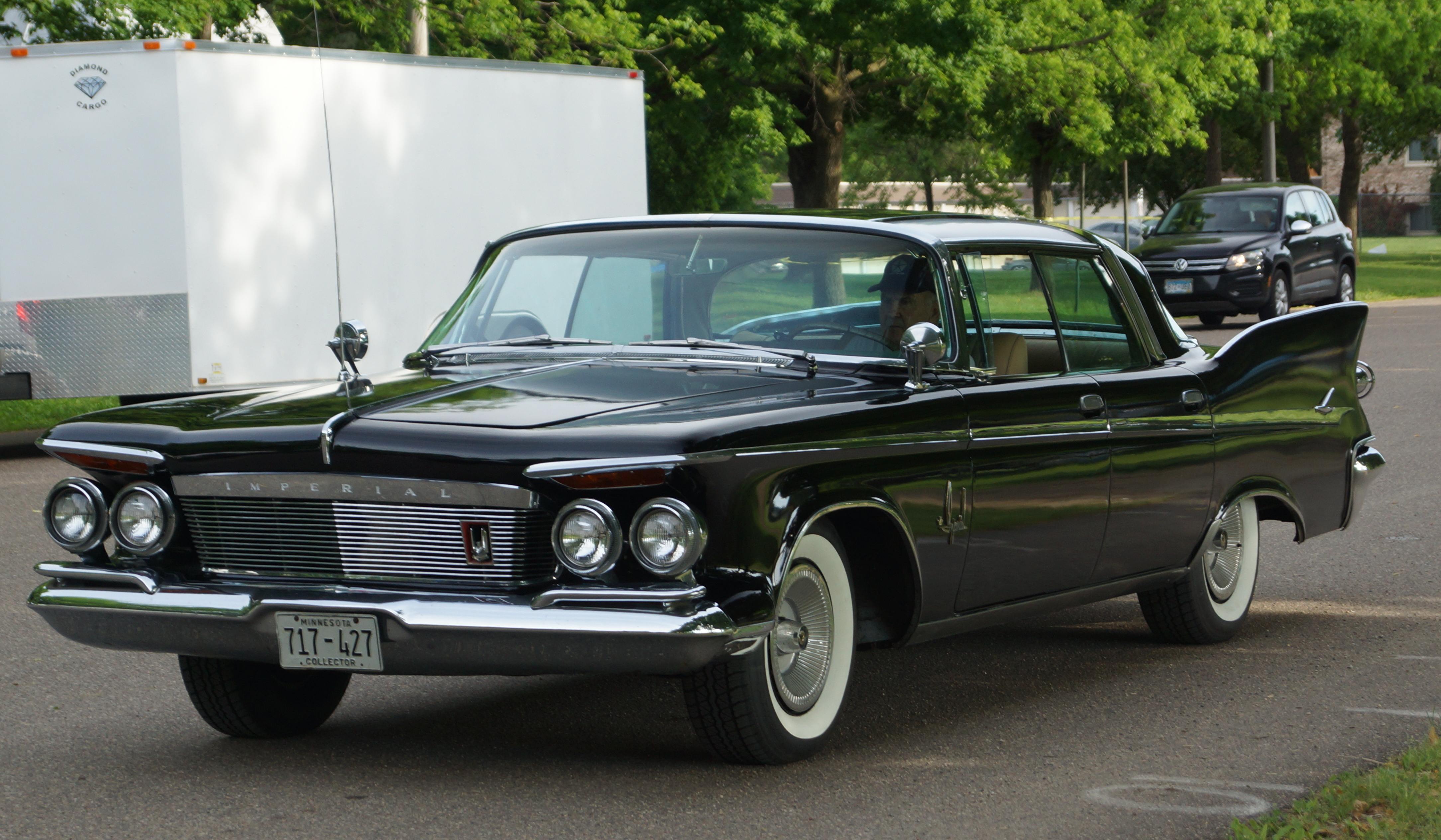
Imperial Crown hardtop 4-d z 1961

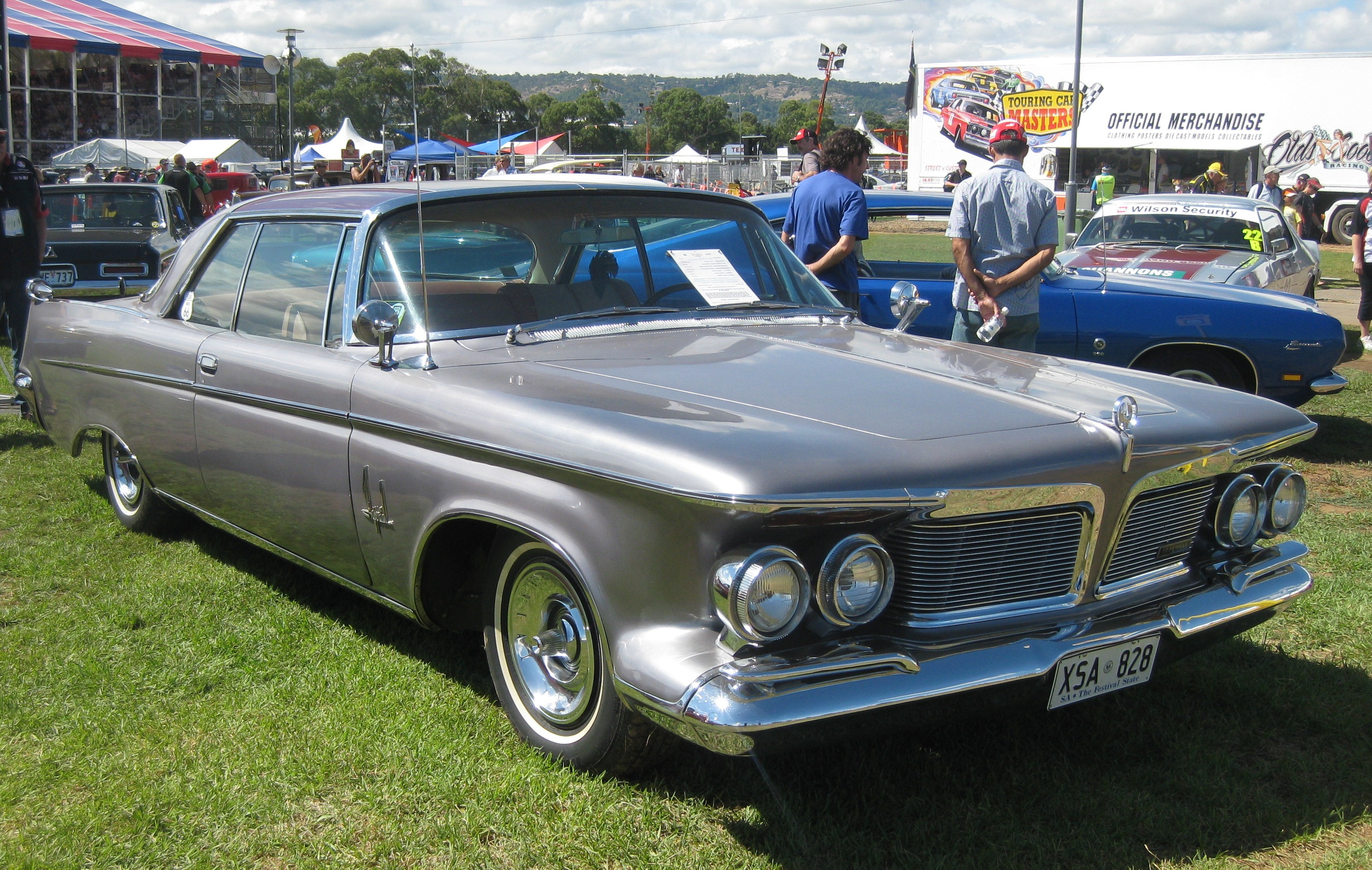
Imperial Custom hardtop 2-d z 1962

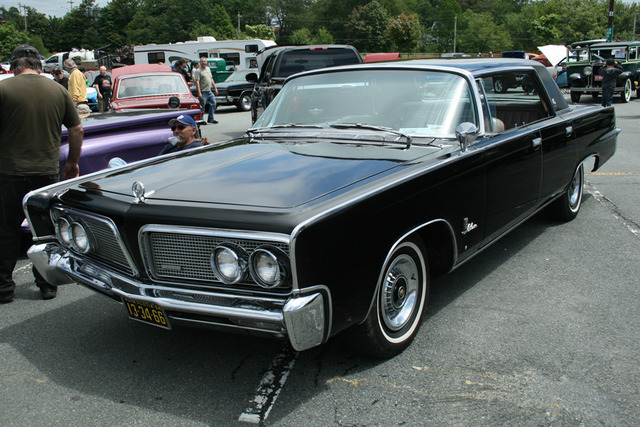
Imperial z 1964

Drugie wcielenie Imperiala było zarazem najdłużej wytwarzaną generacją tego modelu - samochód wytwarzano przez 10 lat, a każdego kolejnego roku produkcji samochód przechodził kolejne restylizacje wyglądu zewnętrznego. Z roku na rok były one coraz obszerniejsze, z czasem całkowicie zmieniając wygląd pasa przedniego i tylnej części nadwozia.
W ramach pierwszego liftingu w 1958 roku modelowym Imperial zyskał tylko nieznacznie przemodelowaną atrapę chłodnicy, na wzór ubiegłorocznego Crown Imperiala – z czterech kolumn poziomych poprzeczek. Standardem stały się podwójne reflektory, w związku z dopuszczeniem ich używania przez rząd federalny. Wzmocniono też silnik do 345 KM przez podniesienie stopnia sprężania do 10:1. Ceny nieco wzrosły, sięgając od 4839 do 5969 dolarów. Produkcja jednak spadła o ponad połowę, do 16 102 wszystkich odmian, co było spowodowane recesją, a dodatkowo problemami z jakością samochodów koncernu Chryslera z poprzedniego roku.
W 1959 roku modelowym zmieniono w większym stopniu atrapę chłodnicy, którą tworzyła pozioma belka z pięcioma pionowymi żebrami, rozciągająca się pomiędzy umieszczonymi niżej niż poprzednio parami reflektorów. Samochód otrzymał też nowy silnik V8 o pojemności 6,8 l (413 in³) i mocy 350 KM (brutto). Odmiany hardtop miały opcjonalnie inne wykończenia dachu, w tym landau, z imitacją skóry. Podstawowy model Imperial został oznaczony jako Imperial Custom. Wyprodukowano 17 262 samochody wszystkich odmian tego rocznika. Od tego roku produkcję przeniesiono z fabryki Chryslera przy Jefferson Avenue w Detroit do własnej fabryki w Dearborn, lecz w 1962 roku przeniesiono ją z powrotem.
Rok 1960 przyniósł pierwszą dużą zmianę wyglądu Imperiala - samochód zyskał zupełnie nowy pas przedni, z atrapą chłodnicy z drobnej kratki z prostokątnymi szczelinami ponad charakterystycznym zderzakiem o kształcie spłaszczonej litery „V”. Ponownie wyżej umiejscowione reflektory były nadal nakryte masywnymi kapturami na przedłużeniu zderzaków. Z przodu maski pojawił się szeroki stylizowany orzeł, a na atrapie napis Imperial. W odróżnieniu od innych samochodów Chryslera, konstrukcja Imperiala nie uległa jednak zmianie i wciąż był oparty na zmodyfikowanej ramie i oblachowaniu z poprzednich lat, zamiast wprowadzenia nadwozia samonośnego. Oprócz pasa przedniego zmieniły się także inne elementy oraz wnętrze, zaś napęd pozostał taki sam. Wyprodukowano 17 703 samochody 1960 rocznika. Ceny bazowe wynosiły od 4923 do 5774 dolarów za odmiany Custom i Crown oraz 6318 dolarów za LeBaron.
Rok później, w 1961 roku modelowym, Imperial drugiej generacji przeszedł kolejną dużą zmianę wyglądu, z całkowicie zrestylizowanym pasem przednim. Atrapa chłodnicy z poziomych chromowanych listew stała się węższa, natomiast po jej bokach utworzono nisze, w których zamontowano podwójne wolnostojące reflektory, nawiązujące do mody retro z lat 30. Nisze reflektorów nakryte były od góry kapturami z chromowanym obrzeżem i wbudowanymi pod nim kierunkowskazami. Zmieniono kształt tylnych płetw na ostrzejszy, a tylne lampy, nadal w formie „rakietek”, przeniesiono niżej ku podstawie płetw. Z oferty usunięto sedany, pozostawiając tylko nadwozia hardtop i kabriolet, zaś napęd pozostał taki sam. Nowa stylistyka reflektorów przednich była uznawana jednak za kontrowersyjną, a sprzedaż roczna spadła do 12 249 sztuk. 
W kolejnych dwóch latach, 1962 i 1963 roku, model z 1961 roku stanowił podstawę do kolejnych modernizacji. Zmieniał się wygląd atrapy chłodnicy i jej wypełnienia.
Kolejną dużą restylizację przyniósł rok 1964, kiedy to Imperial zyskał większą, podwójną atrapę chłodnicy obejmującą większość pasa przedniego. Rok później, w 1965 roku, zyskała ona inne wypełnienie, by w końcu w ostatnim roku produkcji zostać zintegrowaną w jeden, chromowany pas.

### Silnik
- V8 6.4l Wedge
- V8 6.8l Wedge
- V8 7.2l Wedge

## Trzecia generacja

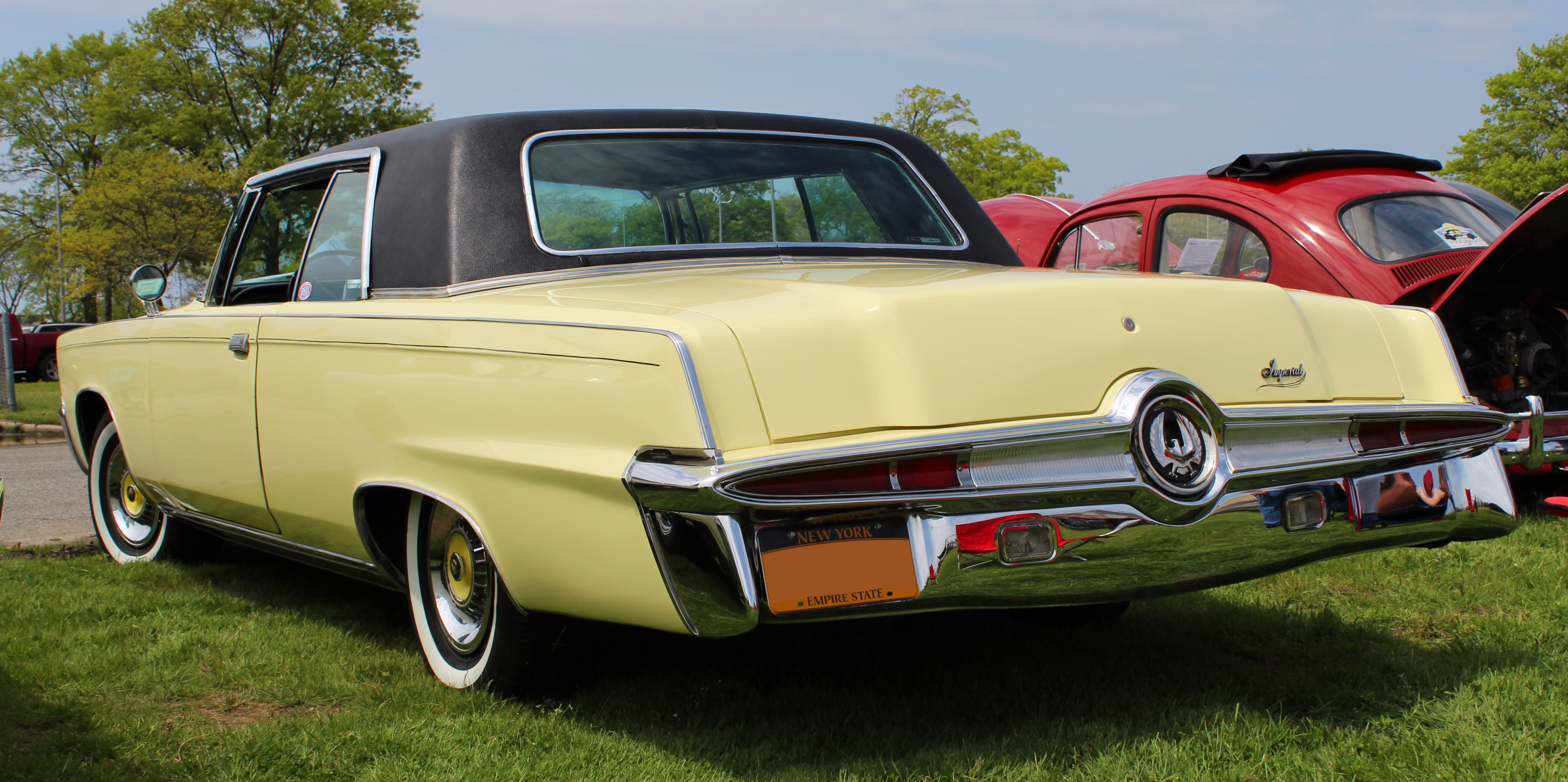
Imperial III - tył

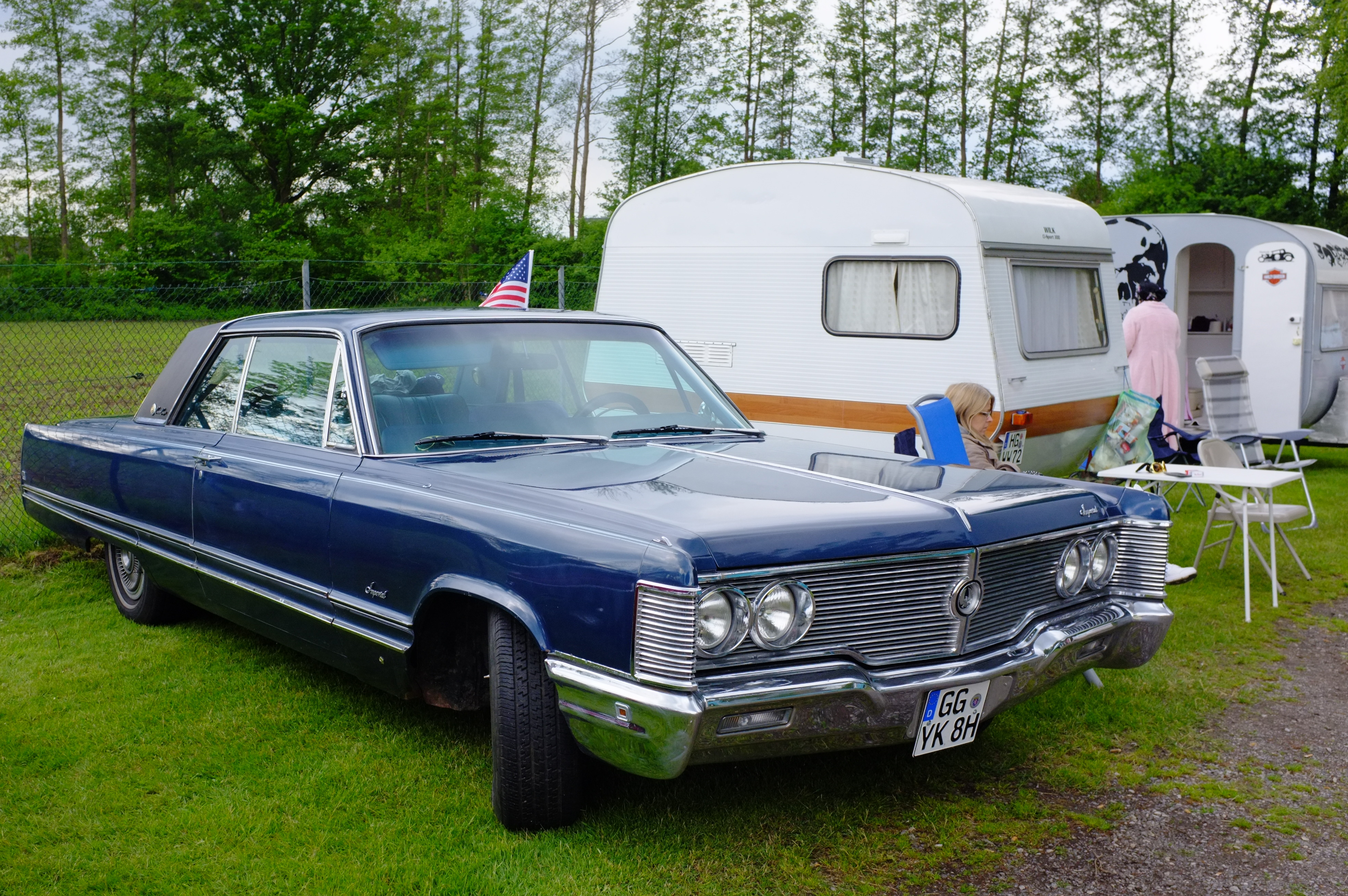
Imperial III po liftingu

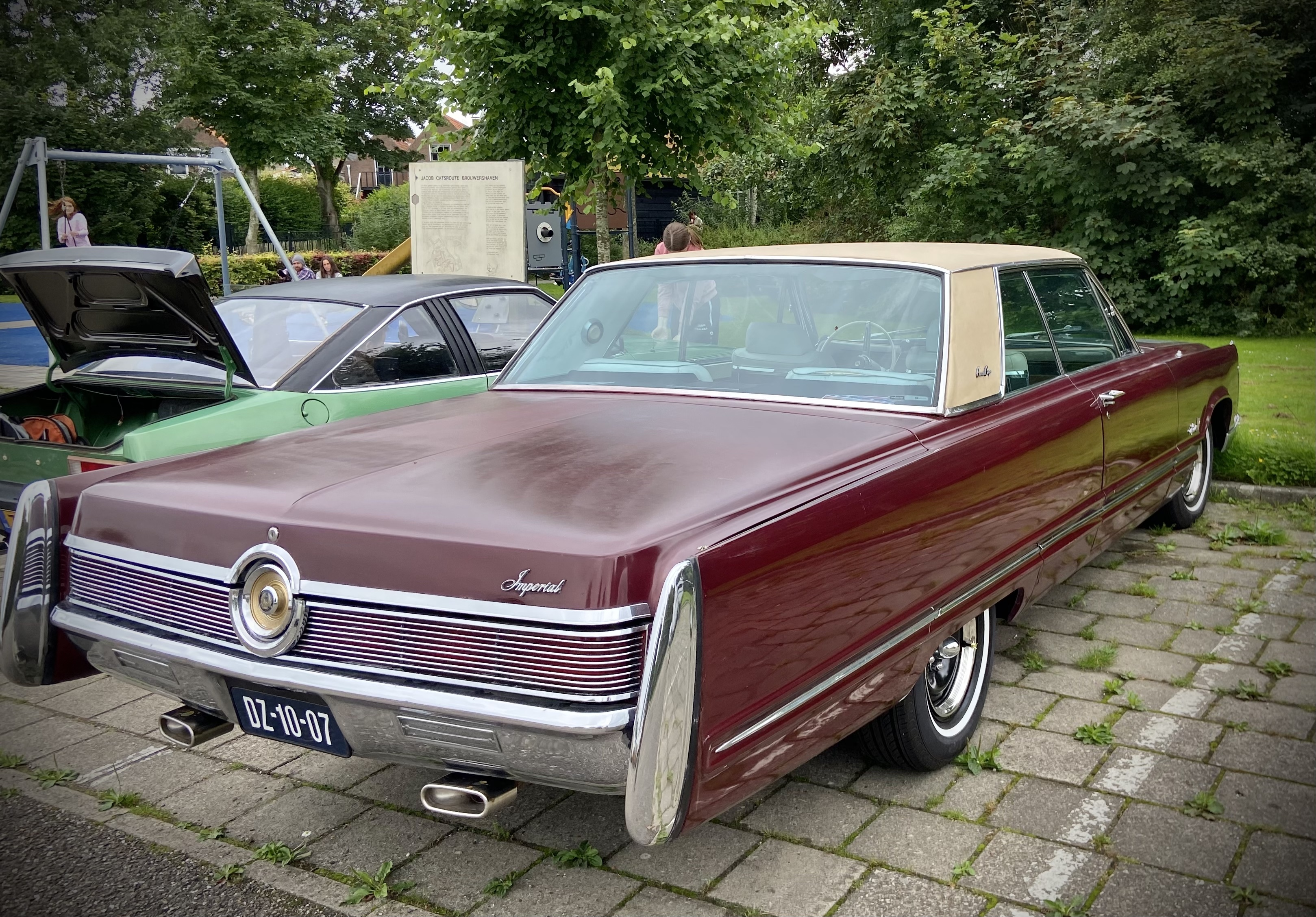
Imperial III Crown Coupe po liftingu

Imperial III został zaprezentowany po raz pierwszy w 1966.
Samochód powstał na nowej platformie Chryslera C-body, zachowując podobne wymiary nadwozia. W stosunku do poprzednika Imperial III model 1967 (seria CY1-M,H) przeszedł ewolucyjny kierunek zmian - karoseria przyjęła kanciaste proporcje, z charakterystycznym, podłużnym bagażnikiem i wyraźnie zaznaczonymi błotnikami. Wprowadzono wiele zmian w szczegółach, które miały sprawić, by Imperial mniej przypominał Lincolna. Wybrzuszenie zapasowego koła całkowicie zniknęło z tyłu. Podwójny wydech nie był już standardem w kabriolecie. Jedynym sposobem, aby go uzyskać, było zamówienie wersji „TNT” silnika 440, opcji, która obiecywała większą moc. Stylistykę wzbogacono typowymi dla tej linii modelowej licznymi chromowanymi ozdobnikami.
Opcją w przypadku coupe Crown był ‘‘Mobile Director‘‘. Zasadniczo przednie siedzenie pasażera obróciło się tyłem do kierunku jazdy, a nad tylnym siedzeniem rozłożył się mały stolik i intensywne światło. Pomysł polegał na tym, że „dyrektor” mógłby odwrócić się i wykonać pracę podczas jazdy do biura. Była to bardzo droga opcja.
Imperial z 1968 (seria DY1-M,H) niewiele się zmienił od poprzedniego roku. Grill zmienił się na jaskrawo chromowany z cienkimi poziomymi paskami, podzielonymi pośrodku pionowymi chromowanymi i okrągłym emblematem Imperial Eagle. Soczewki lamp doświetlających zakręty zostały teraz zakryte dopasowanymi maskownicami. Z tyłu pozostały poziome listwy nad tylnymi światłami, uchwyt zamknięcia wlewu paliwa został zastąpiony odlewanym metalowym orłem zamiast okrągłej gałki z plastikowym emblematem. Wszystkie posiadały kolumną kierownicy pochłaniającą energię. Był to ostatni rok produkcji kabrioletu Imperial. W 1968 sprzedano łącznie 15 367 egzemplarzy Imperial.

### Silnik
- V8 7.2l Wedge

## Czwarta generacja

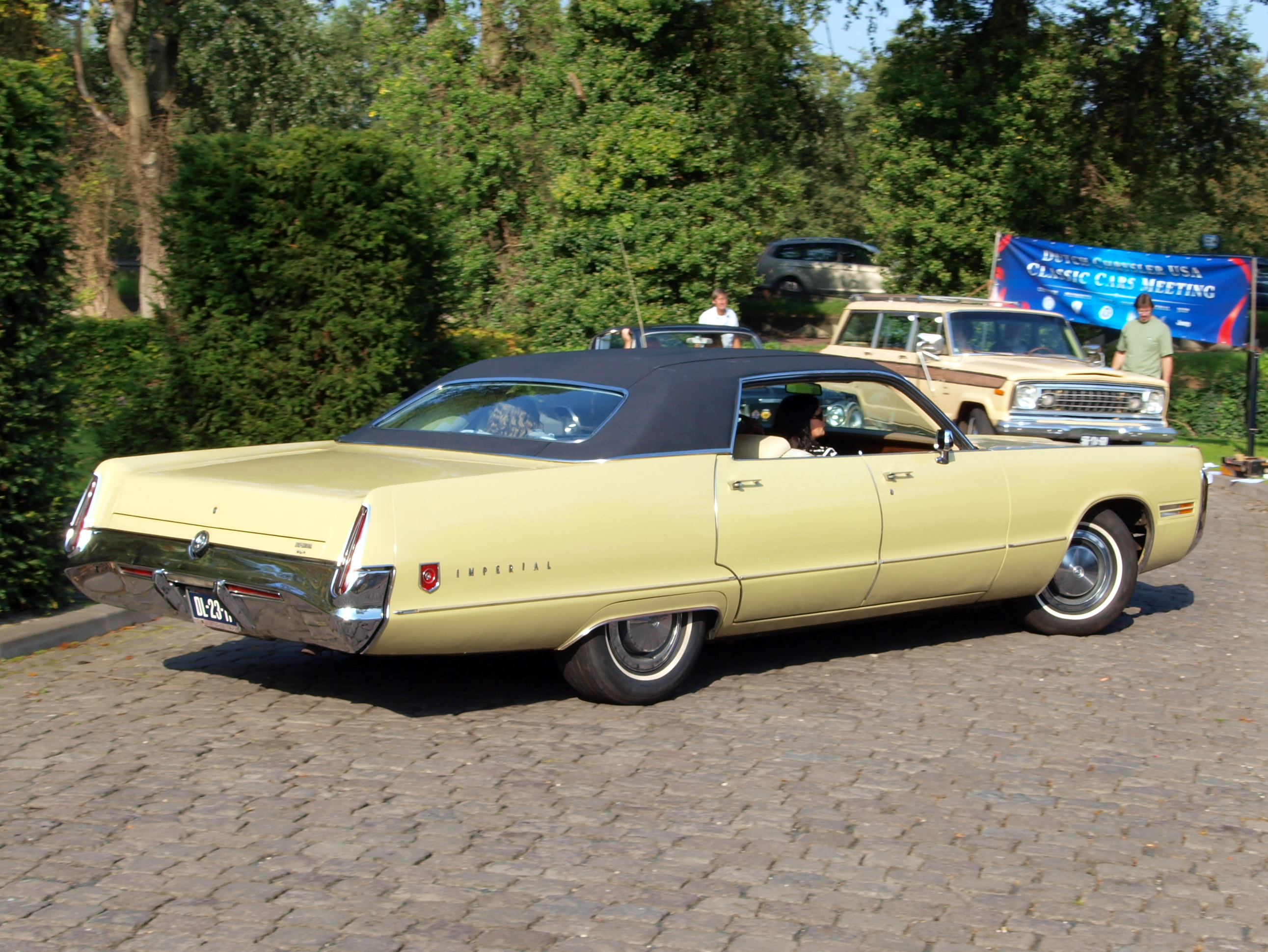
Imperial LeBaron z 1972 - tył

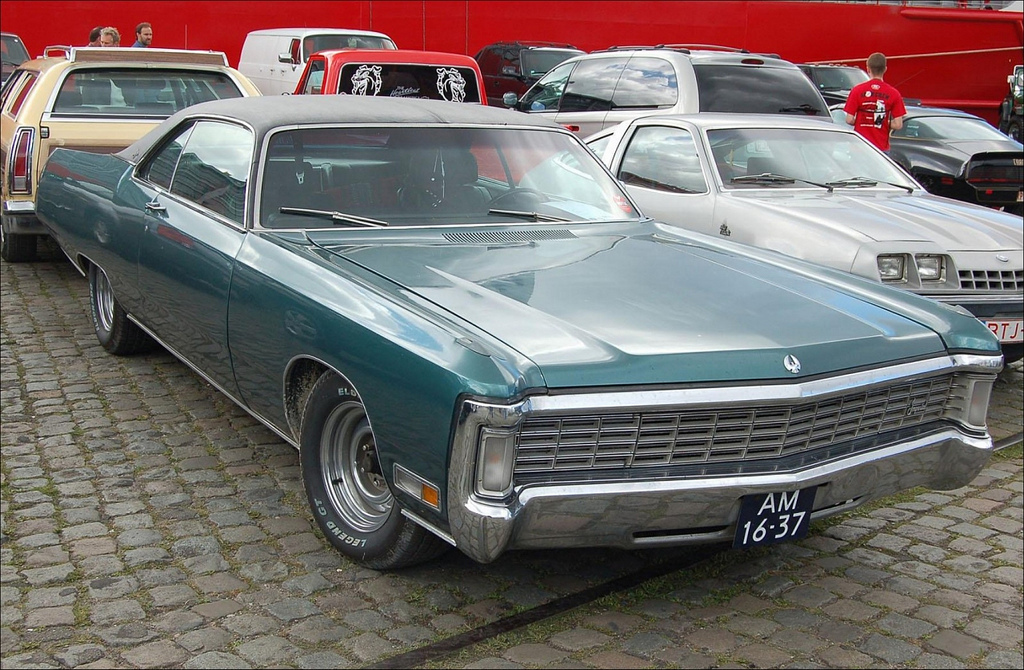
Imperial LeBaron 2-d hardtop z 1970

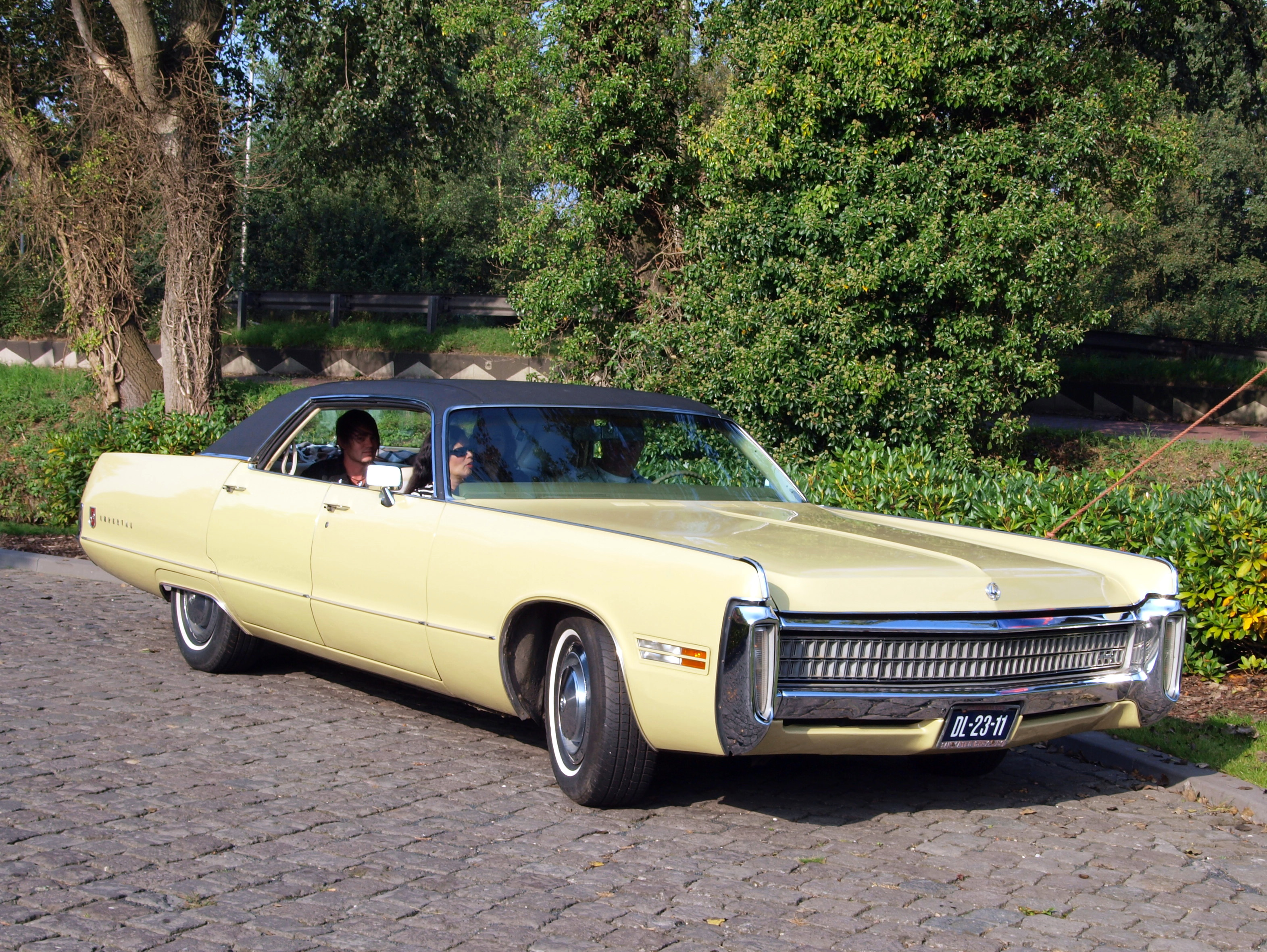
Imperial LeBaron z 1972

Imperial IV został zaprezentowany po raz pierwszy w 1968.
We wrześniu 1968 Imperial przedstawił głęboko zmodernizowany samochód trzeciej generacji, na 1969 rok modelowy, którą promowano jako czwartą generację modelu. Samochód, który powstał na platformie C-body, przeszedł ewolucyjny kierunek zmian pod kątem wizualnym. Sylwetka zyskała wygładzone kształty, z mniejszą liczbą przetłoczeń i zakrzywień. Pas przedni został gruntownie przeprojektowany, gdzie pojawił się charakterystyczny zabudowany pas i chowane reflektory, które tworzyły optycznie jedną część z atrapą chłodnicy. Zmniejszono liczbę chromowanych ozdobników.
Od 1971 roku oddział Imperial korporacji Chryslera został formalnie ponownie wcielony do oddziału Chrysler, jednakże samochody nadal zachowywały swoją odrębność i nie były oznaczane jako Chrysler. W produkcji pozostał tylko nieco przestylizowany model Imperial LeBaron, jako czterodrzwiowy lub dwudrzwiowy hardtop, których wyprodukowano w tym roku 11 558 sztuk. Z ceną bazową 6632–6864 dolary był nadal najdroższym modelem produkcji Chryslera. W 1972 roku modelowym znowu samochód został lekko przestylizowany, a powstało ich 15 794.

### Silnik
- V8 7.2l Wedge

## Piąta generacja

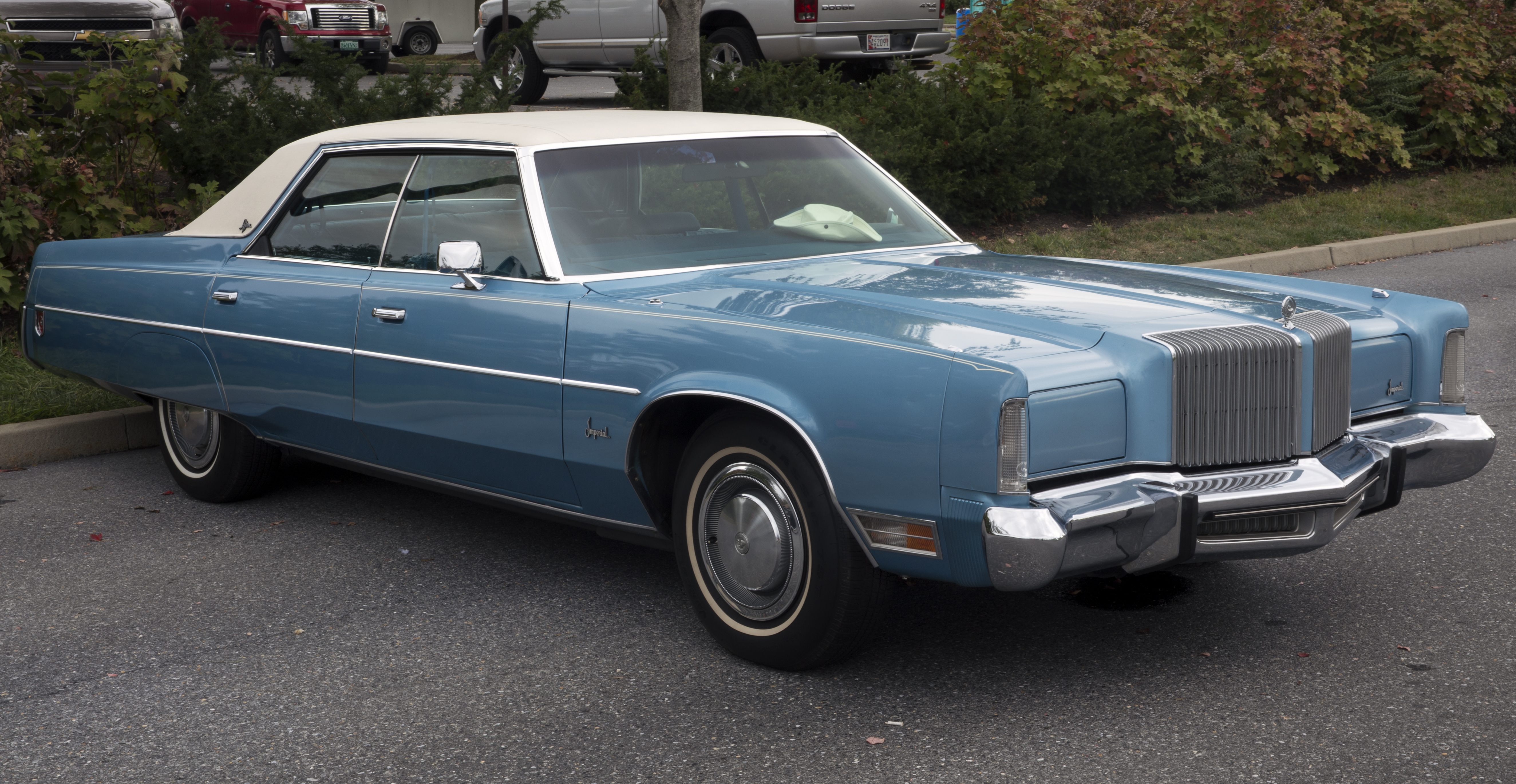
Imperial V

Imperial V został zaprezentowany po raz pierwszy w 1974 roku.
Na początku lat 70. XX wieku marka marka Imperial popadła w kryzys. Sprzedaż zaczęła spadać, a z powodu cięć finansowych koncern Chrysler był zmuszony zamknąć dedykowane dla Imperiala zakłady produkcyjne, a także wycofać konstruowanie oddzielnej platformy oraz projektu nadwozia. W ramach wdrożonych oszczędności, Imperial piątej generacji powstał na technice modelu Chrysler New Yorker, dzieląc z nim nie tylko rozwiązania konstrukcyjne, ale też niektóre panele nadwozia. Samochód zachował charakterystyczne, chowane reflektory i masywną, podłużną maskę.

### Następca
Po roku produkcji, w 1975 podjęto decyzję o zakończeniu produkcji piątej generacji Imperiala i wycofaniu marki z rynku. W ramach nowej polityki modelowej koncernu Chrysler, producent zdecydował się zastąpić limuzynę Imperial luksusową odmianą Brougham dziewiątej generacji modelu New Yorker.

### Silnik
- V8 7.2l Wedge

## Szósta generacja

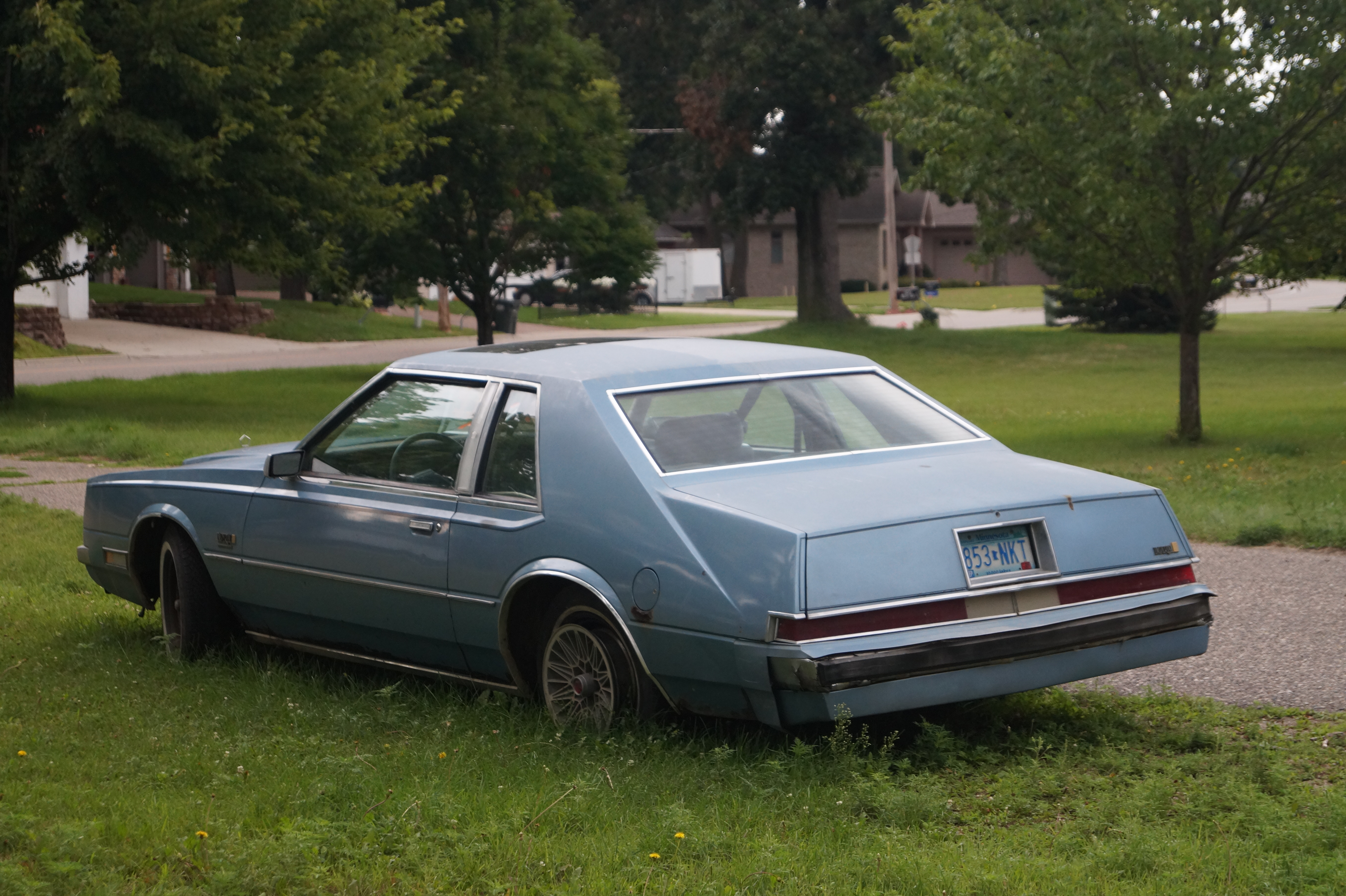
Imperial VI - tył

Imperial VI został zaprezentowany po raz pierwszy w 1980.
Po pięcioletniej przerwie, Chrysler zdecydował się przywrócić na rynek markę Imperial, przedstawiając zupełnie nową, szóstą i jak się później okazało – ostatnią generację tej niezależnej serii modelowej. Imperial VI powstał na platformie Chrysler J platform, na której powstały także sportowe modele Chrysler Cordoba oraz Dodge Mirada. Po raz pierwszy w historii, Imperial był oferowany tylko jako 2-drzwiowe coupé. Samochód zyskał awangardową stylistykę, wyróżniając się kanciastymi, zarysowanymi przednimi nadkolami, chowanymi reflektorami oraz charakterystycznym przetłoczeniem biegnącym wokół klapy bagażnika.

### Wycofanie marki i integracja
Po trwającej 3 lata produkcji, Chrysler podjął decyzję o ostatecznym zakończeniu produkcji serii modelowej Imperial i przeprowadzeniu trwałej likwidacji marki Imperial. W 1989 Imperial powrócił na rynek, ale już pod marką Chryslera jako Chrysler Imperial.

### Silnik
- V8 5.2l LA

## Zobacz
- Osobny artykuł: Crown Imperial.
- Osobny artykuł: Imperial (marka samochodów).